# Maljuta Skuratov
Grigorij Luk'anovič Skuratov-Bel'skij (in russo: Григорий Лукьянович Скуратов-Бельский), più conosciuto come Maljuta Skuratov (Малюта Скуратов) (... – Paide, 1º gennaio 1573) è stato un militare russo, uno dei capi degli Opričniki durante il regno di Ivan il Terribile.

## Biografia
Maljuta Skuratov fu scelto dallo zar nel 1569 per eseguire l'esecuzione sommaria di Vladimir di Starica, unico cugino di Ivan IV e, come tale, possibile aspirante al trono. Nel dicembre 1569, strangolò inoltre il precedente metropolita di Mosca Filippo II, su ordine dello zar, poiché sospettato di tradimento a causa delle sue critiche rivolte all'istituto dell'Opričnina.
Nel gennaio 1570, Skuratov comandò una spedizione punitiva contro Novgorod, uccidendo migliaia di cittadini. Nel 1571 gli fu dato l'incarico di investigare sulle cause della sconfitta dell'esercito russo da parte dei Tartari della Crimea condotti dal Khan Devlet I Giray.
Maljuta Skuratov fu ucciso durante l'assedio di Weissenstein (oggi Paide), nella guerra Livonica del 1573. Fu seppellito accanto al corpo del padre nel monastero di Josef-Volokolamsk.

### Discendenza
Una delle figlie di Skuratov (Marija Grigor'evna Skuratova-Bel'skaja) sposò Boris Godunov. Un'altra, dopo esser stata sposata con il Principe Michail Skopin-Šujskij e averlo avvelenato, sposò il principe Dmitrij Ivanovič Skopin-Šujskij.